# 本多忠伸
本多 忠伸（ほんだ ただのぶ）は、陸奥国泉藩の第7代（最後）の藩主。忠以系本多家10代。

## 略歴
嘉永5年（1852年）1月22日、本多忠行の長男として誕生した。第6代藩主・本多忠紀が戊辰戦争において旧幕府軍に与して新政府軍に抵抗したため、明治元年（1868年）12月に忠紀は強制隠居処分に処された。このため、養子である忠伸が家督を相続した。このとき、所領も2万石から1万8000石に減封された。
明治2年（1869年）の版籍奉還で泉藩知事となり、明治4年（1871年）の廃藩置県で免職された。明治36年（1903年）3月5日に死去した。享年52。

## 系譜
父母
- 本多忠行（実父）
- 本多忠紀（養父）

妻
- 遠山春子 ー 遠山景明の四女

子女
- 本多忠彦（長男） 明治17年（1884年）華族令施行により子爵を授爵。明治37年（1904年）7月、日露戦争にて戦死（陸軍少尉）。
- 本多忠晃（次男） 生母は春子（正妻）、兄の戦死をうけ家督を継承。